# Gaetice depressus
Gaetice depressus is een krabbensoort uit de familie van de Varunidae. De wetenschappelijke naam van de soort is voor het eerst geldig gepubliceerd in 1833 door De Haan.